# きっと、また逢える…
「きっと、また逢える…」（きっと、またあえる）は、松田聖子の楽曲。通算32枚目のシングル。1992年2月5日にSony Recordsからリリース。

## 解説
本人主演ドラマ・TBS系『おとなの選択』の主題歌に使用され、「Precious Heart」以来5作ぶりにオリコンチャートのベスト10に返り咲いた。
カップリング曲「Matins～朝の祈り～」は当時では珍しく松田以外の作詞家が起用されている。
1992年第34回日本レコード大賞では、最優秀歌唱賞を獲得した。

## 収録曲
1. きっと、また逢える…[4:45]
  - 作詞：Seiko Matsuda　作曲：Seiko Matsuda・小倉良　編曲：鳥山雄司
2. Matins〜朝の祈り〜[5:49]
  - 作詞：田久保真見　作曲：上田知華　編曲：井上鑑
3. きっと、また逢える…（オリジナル・カラオケ）[4:45]

## 関連作品
- きっと、また逢える…
  - 1992 Nouvelle Vague
  - Sweet Memories'93
  - Bible II
  - Bible III
  - Complete Bible
  - Ballad 〜20th Anniversary
  - Premium Diamond Bible
  - Diamond Bible
  - Seiko Matsuda Best Ballad
  - SEIKO STORY〜90s-00s HITS COLLECTION〜
  - 永遠のアイドル、永遠の青春、松田聖子。〜45th Anniversary 究極オールタイムベスト〜
- Matins 〜朝の祈り〜
  - Complete Bible
  - Seiko Matsuda Best Ballad